# The Span of Life
The Span of Life è un film muto del 1914 diretto da Edward MacKay che ha come interpreti principali Lionel Barrymore e Gladys Wynne. Il film, prodotto dalla Kinetophote Corporation e distribuito dalla K.C. Booking Company, uscì nelle sale il 7 dicembre 1914. La sceneggiatura di Catherine Carr si basa su The Span of Life, un lavoro teatrale di Sutton Vane andato in scena a New York il 16 gennaio 1893.

## Trama
Dunston Leech vorrebbe sposare Kate Heathcote, la pupilla di sua madre, ma la giovane gli preferisce Richard Blunt, un insegnante che lavora presso la famiglia come istitutore di Cecil, il suo fratellastro che lui uccide, avvelenandolo. Richard, allora, chiede a Kate di sposarlo e di partire subito con lui per il Sud Africa, dove i due si recano accompagnati da tre ex-acrobati. In Africa, Dunston riesce a rapire Kathe con il bambino che ha avuto da Richard, ma la donna riesce a fuggire, salvata dall'intervento del marito e dei tre acrobati. Ritornata in Inghilterra, Kate riceve dalla madre di Cecil una scatola d'argento che contiene una siringa. Dunston, sapendo che quella è la siringa che gli è servita per avvelenare il fratellastro, se ne impadronisce ma viene preso dalla polizia. Senza via di scampo, l'uomo si uccide usando l'ago per iniettarsi una dose letale di morfina.

## Produzione
Il film fu prodotto dalla Kinetophote.

## Distribuzione
Distribuito dalla K.C. Booking Company, il film - della lunghezza di quattro o cinque bobine - uscì nelle sale cinematografiche statunitensi il 7 dicembre 1914.